# Dagmar Chidolue

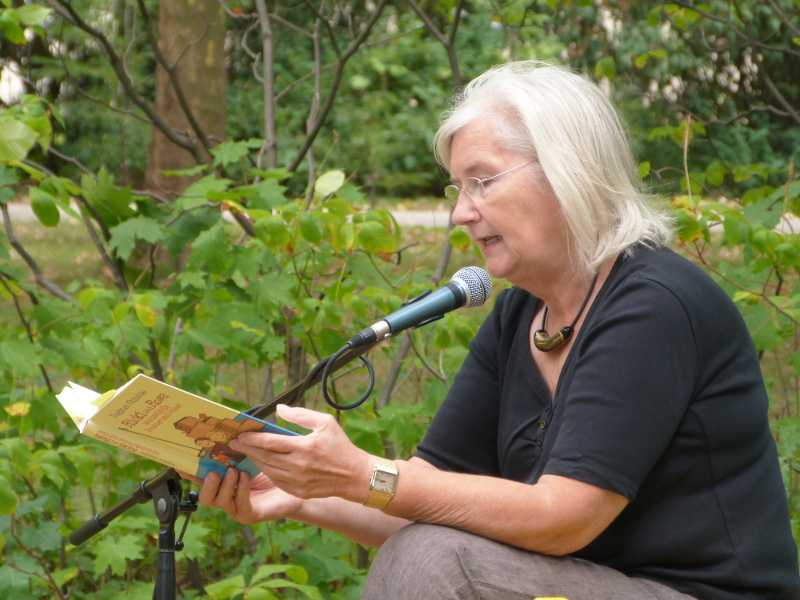
Bei einer Lesung auf dem Erlanger Poetenfest 2012

Dagmar Chidolue [ˈdagmaʁ tʃidoˈluːə] (geb. Schildt; * 29. Mai 1944 in Sensburg, Ostpreußen) ist eine deutsche Schriftstellerin.

## Leben und Wirken
Dagmar Chidolue verbrachte ihre Kindheit und Jugend in Gütersloh. Nach einer Ausbildung im wirtschafts- und steuerberatenden Beruf holte sie das Abitur nach und studierte Jura und Politische Wissenschaften. Anschließend war sie jahrzehntelang hauptberuflich für einen Bankenverband in Frankfurt am Main tätig und veröffentlichte parallel dazu seit 1976 Bücher für junge Erwachsene und Kinder. Seit 2003 ist sie freie Schriftstellerin.
Im Mittelpunkt ihrer Bücher für Jugendliche stehen „junge Frauen, die ihren eigenen Weg suchen“. Mehrfach ausgezeichnet, erhielt sie 1986 für ihren Jugendroman Lady Punk den Deutschen Jugendliteraturpreis. In den letzten Jahren legte Dagmar Chidolue ihren Schwerpunkt auf heitere Kinderbücher, darunter die zahlreichen Bände der Millie-Reihe im Dressler Verlag und bei Fischer-Sauerländer. Andere Verlage, in denen sie veröffentlichte, sind u. a. Beltz & Gelberg, Fischer KJB,  Fischer Duden, Oetinger, Dressler, Ellermann, Coppenrath sowie der Arena Verlag. Mehrere Titel von ihr wurden auch in Blindenschrift herausgegeben. 2015 veröffentlichte sie erstmals einen Titel (Sugar) ausschließlich über die Self-Publishing-Plattform epubli unter dem Label der Autorengemeinschaft Edition Gegenwind und hat seither auch nach ihrem Ausscheiden aus der Autorengemeinschaft (2017) ohne Labelzusatz mehrere Originalausgaben sowie Neuausgaben ihrer älteren Titel über epubli veröffentlicht.
Dagmar Chidolue lebt in Frankfurt am Main.

## Auszeichnungen
- 1979: Hans-im-Glück-Preis für Fieber oder Der Abschied der Gabriele Kupinski
- 1983: Stipendium des Deutschen Literaturfonds
- 1986: Deutscher Jugendliteraturpreis für Lady Punk, in der Kategorie Jugendbuch
- 1989: Eule des Monats für London, Liebe und all das
- 2001: In der Juni-Empfehlungsliste The White Ravens der Internationalen Jugendbibliothek mit Nicht alle Engel sind aus Stein
- 2003: Eule des Monats Januar für Zuckerbrot und Maggisuppe
- 2016: Hörbuch – Junior des Monats April (St. Michaelsbund) für Ein Pferd für Millie

## Bibliografie

### Belletristik
- Das Fleisch im Bauch der Katze, Roman, 1980
- Ruth hat lange auf den Herbst gewartet, Erzählung, 1982
- Ein Jahr und immer, Roman, 1983
- Die schönen, wilden Männer, Erzählungen. epubli, Berlin 2018 ISBN  978-3-7467-5253-2

### Kinder- und Jugendliteratur

#### Kinderbücher
- Pisch-Marie – Roman für Kinder, 1990
- Lieber, lieber Toni, Erzählung, 1984
- So ist das nämlich mit Vicky, 1986
- Mach auf, es hat geklingelt, 1987
- Ponzl guckt schon wieder, 1988
- Mein Paulek, 1990
- Der Schönste von allen, Roman, 1995
- Juppi (3 Bände), 1996/1997; Neuausgabe: Jippi, Juppi!, epubli, Berlin 2018 ISBN 978-3-7467-4895-5
- Fritz + Willi, 1997
- Der Mond hat heute Schweineohren, 1999; Neuausgabe: Schweinemond. epubli, Berlin 2018
- Nicht alle Engel sind aus Stein, Dressler Verlag, Hamburg 2000. ISBN 978-3-7915-0396-7.
- Plumps! Da fällt der Bär vom Stuhl, 2001
- Zuckerbrot und Maggisuppe, 2002; Neuausgabe: epubli, Berlin 2017 ISBN 978-3745027730
- Die schönsten Erstlesegeschichten, 2008
- 44 4-Minuten-Geschichten zum Vorlesen, 2009
- Alle lieben Pippa. Arena Verlag, Würzburg 2012. ISBN 978-3-401-50064-5.
- Meine ersten Lieblingsgeschichten (5 Bände) 2013-2015
- Ein Schulfest mit Zoff und Zauberei, 2016
- Sterne, Schnee und Abc, 2016
- Bärenstarke Vorlesegeschichten, 2016
- Ein verrückter Hühnerhaufen, 2017
- Die Tigerherzen-Bande und die entführte Schildkröte, 2017
- Ein kleines Stück vom Weihnachtsglück, 2018

##### Reihe: Millie
1. Millie in Paris, 1991
2. Millie auf Mallorca, 1991
3. Millie feiert Weihnachten, 1992
4. Millie in Italien, 1994
5. Millie in London, 1996
6. Millie geht zur Schule, 1998
7. Millie auf Kreta, 2002
8. Millie in New York, 2003
9. Millie und die Jungs, 2005
10. Millie in Berlin, 2005
11. Millie in Ägypten, 2006
12. Millie in Hollywood, 2007
13. Millie in Moskau, 2008
14. Millie in Afrika, 2009
15. Millie kocht, 2010
16. Millie in Istanbul, 2010
17. Millie an der Nordsee, 2011
18. Millie gründet eine Bande, 2011
19. Millie in Wien, 2012
20. Millie am Nordpol, 2012
21. Millie in Tirol, 2013
22. Millie wird Millionär, 2013
23. Millie in der Villa Kunterbunt, 2014
24. Ein Pferd für Millie, 2015
25. Millie in Brasilien, 2016
26. Millie auf Klassenfahrt, 2016
27. Millie an der Ostsee, 2017
28. Millie hat Geburtstag, 2017
29. Millie in Amsterdam, 2018
30. Millie und das Überraschungsbaby, 2019

Erstlesereihe
- Millie und die verrückte Schulstunde, Oetinger, Hamburg 2013. ISBN 978-3-7891-1263-8.
- Millie macht Theater, Oetinger, Hamburg 2013. ISBN 978-3-7891-2333-7.
- Millie übernachtet in der Schule, Oetinger, Hamburg 2014 ISBN 978-3-7891-2375-7.

##### Reihe: Ricki und Rosa
- Ricki und Rosa und das große Drunter und Drüber, Fischer KJB, Frankfurt a. M. 2012. ISBN 978-3-596-85504-9.
- Ricki und Rosa und der Räuberdieb, Fischer KJB, Frankfurt a. M. 2013. ISBN 978-3-596-85505-6.
- Ricki und Rosa und das Alles-geht-schief-Schulprojekt, Fischer KJB, Frankfurt a. M. 2014 ISBN 978-3-596-85638-1.

#### Jugendbücher
- Das Maisfeld, Roman, 1976
- Fieber oder Der Abschied der Gabriele Kupinsk, Roman. Beltz & Gelberg, Weinheim – Basel 1979. ISBN 978-3-407-80620-8.
- Aber ich werde alles anders machen, Roman, 1981
- Juls Haus. Kindersommer - Kindertage, 1982
- Diese blöde Kuh, Roman, 1984
- Annas Reise, Roman, 1984
- Lady Punk. Roman. Beltz & Gelberg, Weinheim – Basel 1985. ISBN 978-3-407-80658-1.
- Bist du irre?, Roman, 1986
- Pink Pätti, 1987; Neuausgabe (überarbeitet): Liebe Patty, epubli, Berlin 2018
- Anton Pochatz - Klassenclown, 1989, Neuausgabe: epubli, Berlin 2018
- London, Liebe und all das. Roman. Beltz & Gelberg, Weinheim – Basel 1989. ISBN 978-3-407-80682-6.
- Magic Müller. 1992, Neuausgabe (überarbeitet): Just ... live. epubli, Berlin 2018
- Floraliebling. Roman, 1992
- No Bahamas. 1995
- Liebkind & Scheusal. Szenen eines Sommers. Roman, 1996
- Engelchen. Roman, 1999
- Liebe ist das Paradies. 2004
- Flugzeiten. 2007
- Das mit mir und Romeo. Fischer KJB, Frankfurt a. M. 2012. ISBN 978-3-596-81101-4.
- Sugar. Edition Gegenwind - epubli, Berlin 2015. ISBN 978-3-7375-4095-7; Neuausgabe: epubli, Berlin 2017, ISBN 978-3-7450-2571-2.
- Two. epubli, Berlin 2019, ISBN 978-3-7485-0195-4
- Casual Friday. epubli, Berlin 2019, ISBN 978-3-7485-3717-5